# Конференція єпископів
Конференція єпископів, Єпископська конференція в римо-католицькій церкві орган, що складається з єпископів тієї чи іншої території.
Конференції єпископів існували деякий час неофіційно, але формально були визнані декретом Christus Dominus Другого Ватиканського собору та motu proprio папи римського Павла VI Ecclesiæ Sanctæ від 1966 р. Порядок діяльності та повноваження Єпископських конференцій нині регулюються Кодексом канонічного права 1983 р. (канони 447–459). Пізніше характер судової влади конференцій був роз'яснений motu proprio Івана Павла II Apostolos suos.
Єпископські конференції мають чітко встановлені повноваження в деяких сферах церковного життя, особливо встановлення літургійних норм. Деякі рішення конференцій підлягають ратифікації Святим Престолом.
Конференції єпископів ніяк не обмежують владу правлячих єпископів. Кожен єпископ все одно відповідальний особисто за свою єпархію.

## Список єпископських конференцій світу
Станом на 2010 рік згідно з Папським щорічником 2010 (Città di Vaticano: Libreria Editrice Vaticana, 2010) у світі існують такі єпископські конференції.

### Африка
- Єпископальна конференція Анголи і Сан-Томе
- Єпископська конференція Беніну
- Єпископська конференція Буркіна-Фасо і Нігер
- Єпископська конференція Бурунді
- Національні Єпископська конференція Камеруну
- Центрально-Африканської Єпископська конференція
- Єпископська конференція Чаду
- Єпископська конференція Конго
- Єпископська конференція Демократичної Республіки Конго
- Єпископська конференція Кот-д'Івуар
- Асамблея католицьких ієрархів Ефіопії та Еритреї
- Єпископська конференція Габону
- Інтер-територіальна Єпископська конференція з Гамбії та Сьєрра-Леоне
- Конференція архієреїв Гани
- Єпископська конференція Гвінея
- Єпископська конференція Екваторіальної Гвінеї
- Кенійська єпископська конференція
- Єпископська конференція Лесото
- Єпископська конференція Ліберії
- Єпископська конференція Мадагаскару
- Єпископська конференція Малаві
- Єпископська конференція Малі
- Єпископська конференція Мозамбіку
- Конференція намібійських католицьких єпископів
- Єпископська конференція Нігерії
- Регіональна єпископська конференція Північної Африці
- Єпископська конференція Руанди
- Єпископська конференція Сенегалу, Мавританії, Кабо-Верде і Гвінеї-Бісау
- Південно-Африканська Конференція католицьких єпископів (SACBC)] [1]
- Єпископська конференція Судану
- Єпископська конференція Танзанії
- Єпископська конференція Того
- Єпископська конференція Уганди
- Єпископська конференція Замбії
- Єпископська конференція Зімбабве

### Азія
- Латинська конференція арабських регіонів
- Єпископська конференція Бангладеш
- Китайська конференція католицьких єпископів
- Конференція католицьких єпископів Індії (CBCI)
- Єпископальної конференції в Індійському океані
- Єпископська конференція Індонезії
- Єпископська конференція Японії
- Єпископська конференція Казахстан
- Єпископська конференція Корея
- Єпископська конференція Лаосу і Камбоджі
- Єпископська конференція Малайзії, Сінгапуру та Брунеї
- Єпископська конференція М'янми
- Єпископська конференція Пакистану
- Єпископська конференція Філіппін
- Конференція католицьких єпископів Таїланду  [Архівовано 25 червня 2011 у Wayback Machine.]
- Конференція Католицьких Єпископів Шрі-Ланки
- Єпископська конференція В'єтнаму

### Європа
- Єпископська конференція Албанії
- Єпископська конференція австрійських єпископів '
- Єпископська конференція Білорусі
- Єпископська конференція Бельгії
- Єпископська конференція Боснії і Герцеговини
- Єпископська конференція Болгарії
- Конференція чеських єпископів
- Єпископська конференція Англії та Уельсу
- Священний Синод католицьких єпископів Греції
- Конференція ірландських католицьких єпископів
- Італійська Єпископська конференція
- Іспанська єпископська конференція
- Конференція латвійських католицьких єпископів
- Конференція литовських католицьких єпископів
- Мальтійська єпископська конференція
- Єпископська конференція Нідерландів
- Конференція німецьких єпископів
- Конференція єпископату Польщі
- Португальська Єпископська конференція
- Румунська Єпископська конференція
- Єпископська конференція Російської Федерації
- Міжнародна єпископська конференція св. Кирила і Мефодія [2]
- Скандинавська єпископська конференція
- Конференції словацьких єпископів
- Єпископська конференція словенських архієреїв
- Єпископська конференція Туреччини
- Угорська конференція католицьких єпископів
- Конференція римо-католицьких єпископів України
- Конференція єпископів Франції
- Хорватська конференція католицьких єпископів
- Єпископська конференція Шотландії (BCOS)
- Швейцарська конференція єпископів

### Австралія і Океанія
- Конференція австралійських католицьких єпископів
- Ново-Зеландська Конференція католицьких єпископів
- Тихоокеанська конференція єпископів (CE PAC).[3]
- Єпископська конференція Папуа-Новій Гвінеї та Соломонових островів

### Північна Америка
- Єпископська конференція Антильських островів
- Канадської Конференція католицьких єпископів
- Єпископська конференція Коста-Рики
- Єпископська конференція Куби
- Конференція єпископату Домініканської республіки
- Єпископська конференція Сальвадору
- Єпископальної конференції Гватемали
- Єпископська конференція Гаїті
- Єпископська конференція Гондурасу
- Мексиканська єпископська конференція
- Єпископська конференція Нікарагуа
- Єпископська конференція Панама
- Єпископська конференція Пуерто-Рико (КЕП)
- Єпископська конференція США (USCCB) [4]

### Південна Америка
- Аргентинська єпископська конференція
- Болівійська єпископська конференція
- Національна єпископська конференція Бразилії
- Єпископська конференція Чилі
- Єпископська конференція Колумбії
- Еквадорська єпископська конференція
- Парагвайська єпископська конференція
- Перуанська єпископська конференція
- Єпископська конференція Уругваю
- Венесуельська єпископська конференція